# Leptodactylus magistris
Pour les articles homonymes, voir Magistris.
Espèce
Statut de conservation UICN

 CR B1ab(iii)+2ab(iii) : 
En danger critique
Leptodactylus magistris est une espèce d'amphibiens de la famille des Leptodactylidae.

## Répartition
Cette espèce est endémique du Venezuela. Elle se rencontre à 1 250 m d'altitude sur le Cerro Socopó dans l'État de Falcón,.

## Étymologie
Cette espèce est nommée en l'honneur de trois professeurs de Mijares-Urrutia : Pascual Soriano, Enrique La Marca et Alexis Arends.

## Publication originale
- Mijares-Urrutia, 1997 : Un nuevo Leptodactylus (Anura, Leptodactylidae) de un bosque nublado del Oeste de Venezuela. Alytes, vol. 15, no 3, p. 113-120.